# Архитектонска техничка школа Београд
Архитектонска техничка школа је школа основана 1902. године. Налази се на Врачару, у улици Војислава Илића 78.

## Историја
Јосиф Букавац, архитекта запослен у Министарству грађевине, заједно са својим младим пријатељима и колегама, успио је да 1. октобра 1902. године добије сагласност Министарства привреде за оснивање Вечерње занатске школе, прве приватне школе таквог типа. Поред Јосифа Букавца, за отварање и рад ове школе били су заслужни и архитекта Светолик И. Поповић и грађевински инжењер Ђорђе Б. Златановић. Основни задатак школе био је „да занатлијама прибави сва техничка и практична знања, која се у радионицама не могу стећи, а која су им неопходна у занату”. Године 1905. са радом почиње и машински одсјек, а Јосиф Букавац је 7. септембра исте године и званично постављен за управника школе. Јосиф Букавац је од 1902. до 1914. године предавао следеће предмете: грађевинске конструкције, математика и Слободоручно и стручно цртање. Године 1907. школа мијења име и постаје Грађевинско-занатска школа, а 1919. године добија статус полудржавне школе и ради под именом Грађевинско-занатлијска школа. У њој су постојали следећи одсјеци: грађевински, машински, декоративни и електротехнички. Школа је тада била смештена у просторијама Учитељске школе у улици Краљице Наталије (сада је то ул. Народног фронта), а настава је извођена, и даље, у вечерњим часовима. Од новембра 1922. године Школи је признат ранг ниже средње школе, а њени ђаци су могли да се упишу у средњу техничку школу. Идеју о оснивању средње техничке школе, покренуло је, давне 1894. године Српско инжењерско друштво, које је увидело недостатак техничара, као важне карике између мајстора и инжењера. Упркос томе што је урађен пројекат који је садржао и наставни план, до оснивања школе није дошло. Године 1920. на основу Закона о радњама, министар трговине и индустрије доноси Уредбу о Средњој техничкој школи у Београду.

## Опис школе
Архитектонска техничка школа има два профила: грађевински техничар за високоградњу, а од школске 2007/2008. године уведен је нови огледни профил – архитектонски техничар. У школи има укупно двадесет и шест одјељења. Од тога је осам одјељења архитектонског техничара и осамнаест одјељења грађевинског техничара за високоградњу. У настави су заступљени многи општеобразовни као и стручни предмети из области архитектуре и грађевинарства. Поред редовне наставе ученици имају блок наставу из појединих предмета, као и практичну наставу. Такође, део наставе изводи се и у рачунарским кабинетима. У школи постоје три кабинета у потпуности опремљена рачунарима. Део наставе се одвија помоћу рачунара, а пракса се одвија под стручним надзором професора. Школска библиотека садржи око 6500 наслова.